# 1997 Leverrier
1997 Leverrier је астероид главног астероидног појаса са пречником од приближно 6,81 km.
Афел астероида је на удаљености од 2,664 астрономских јединица (АЈ) од Сунца, а перихел на 1,753 АЈ.
Ексцентрицитет орбите износи 0,206, инклинација (нагиб) орбите у односу на раван еклиптике 6,067 степени, а орбитални период износи 1199,313 дана (3,283 године).
Апсолутна магнитуда астероида је 13,40 а геометријски албедо 0,166.
Астероид је откривен 14. септембра 1963. године.